# Grab des weißen Hahnes

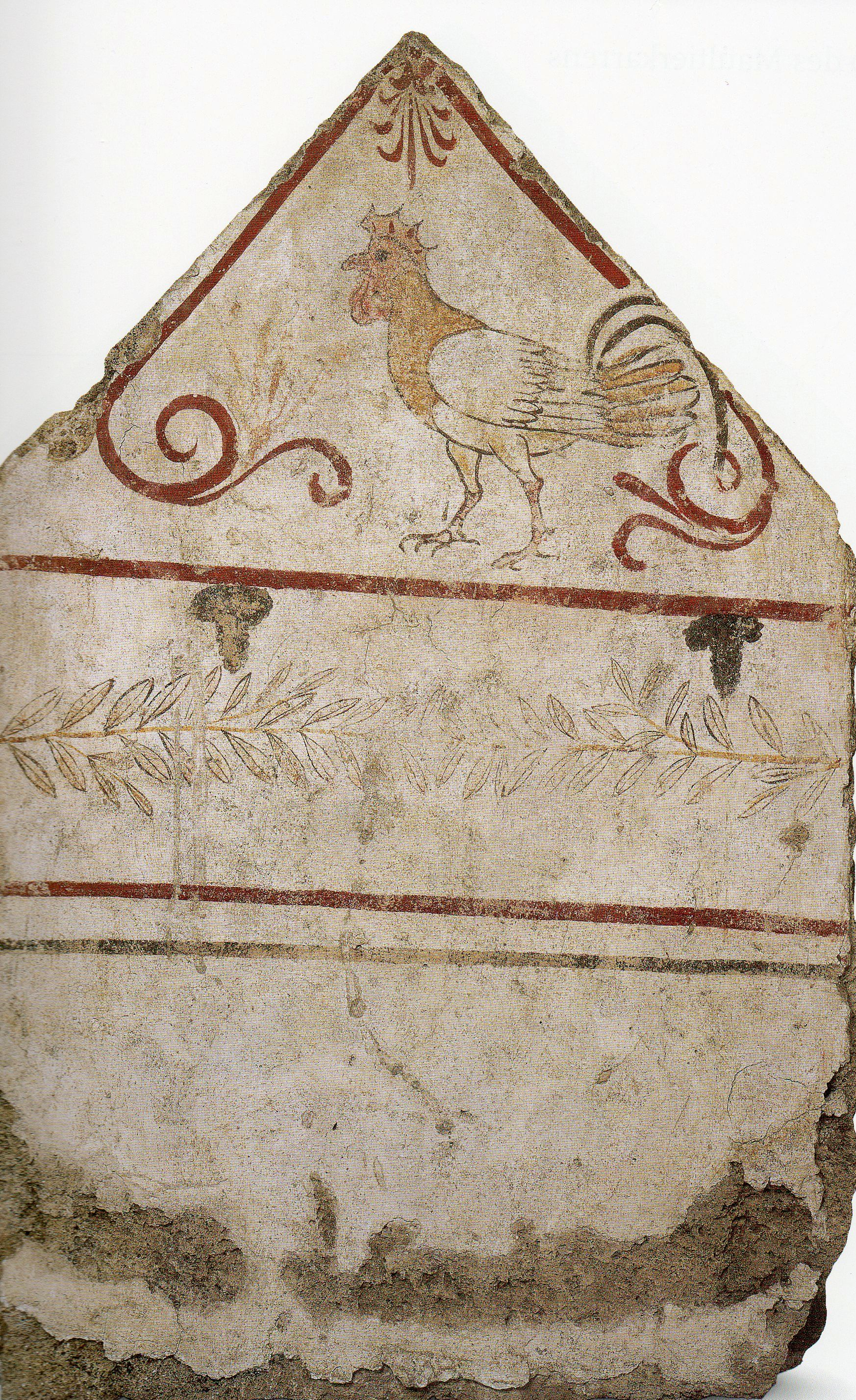
Das namengebende Gemälde

Das Grab des weißen Hahnes, auch Weißes Grab genannt, ist ein Frauengrab aus der Zeit um 340 v. Chr., das in der Andriuolo-Nekropole bei Paestum gefunden wurde und dort die Nummer 53 erhielt. Seine Überreste befinden sich im Archäologischen Nationalmuseum in Paestum; die namengebende Platte trägt die Inventarnummer 21554.

## Beschreibung
Eingerahmt von roten Linien, die unten in einer Doppelvolute enden, befindet sich das namengebende Gemälde im Giebelfeld der Platte, die einst die westliche Schmalseite des Grabes bildete. Sie ist 147 cm hoch und 98 cm breit. Der Hahn ist, anders als sein Artgenosse aus dem Grab des bunten Hahnes, mit einer dunklen Umrisslinie gezeichnet. Kopf, Hals, Teile der Beine und die geraden Schwanzfedern sind bräunlich gefärbt, im Kamm finden sich vier rote Strahlen, die gebogenen Schwanzfedern sind fast schwarz. Das Tier ist im Profil nach links zu sehen und steht oberhalb eines roten Querbalkens, der das Giebelfeld vom rechteckigen Teil der Platte abtrennt. Von diesem Balken hängen zwei dunkle Weintrauben herab, die ebenso wie der Hahn als Symbol der Fruchtbarkeit gelten. Darunter befindet sich eine Blattranke über zwei weiteren waagerechten Balken. Anders als bei vielen anderen lukanischen Gräbern aus der Umgebung von Paestum ist die Sockelzone nicht rot ausgemalt.
Die übrigen Platten der Grabkammer sind sehr fragil. Auf der anderen Schmalseite des Grabes befand sich einst eine Platte, in deren Giebelfeld ein singender Gnom neben einem Flötenspieler zu sehen ist, offenbar eine Szene aus einer Atellane. Die Seitenplatten zeigen Szenen aus den Leichenspielen – einen Kampf im Lanzenstechen und ein Wagenrennen – und die Aufbahrung der Toten.